# Accident ferroviaire

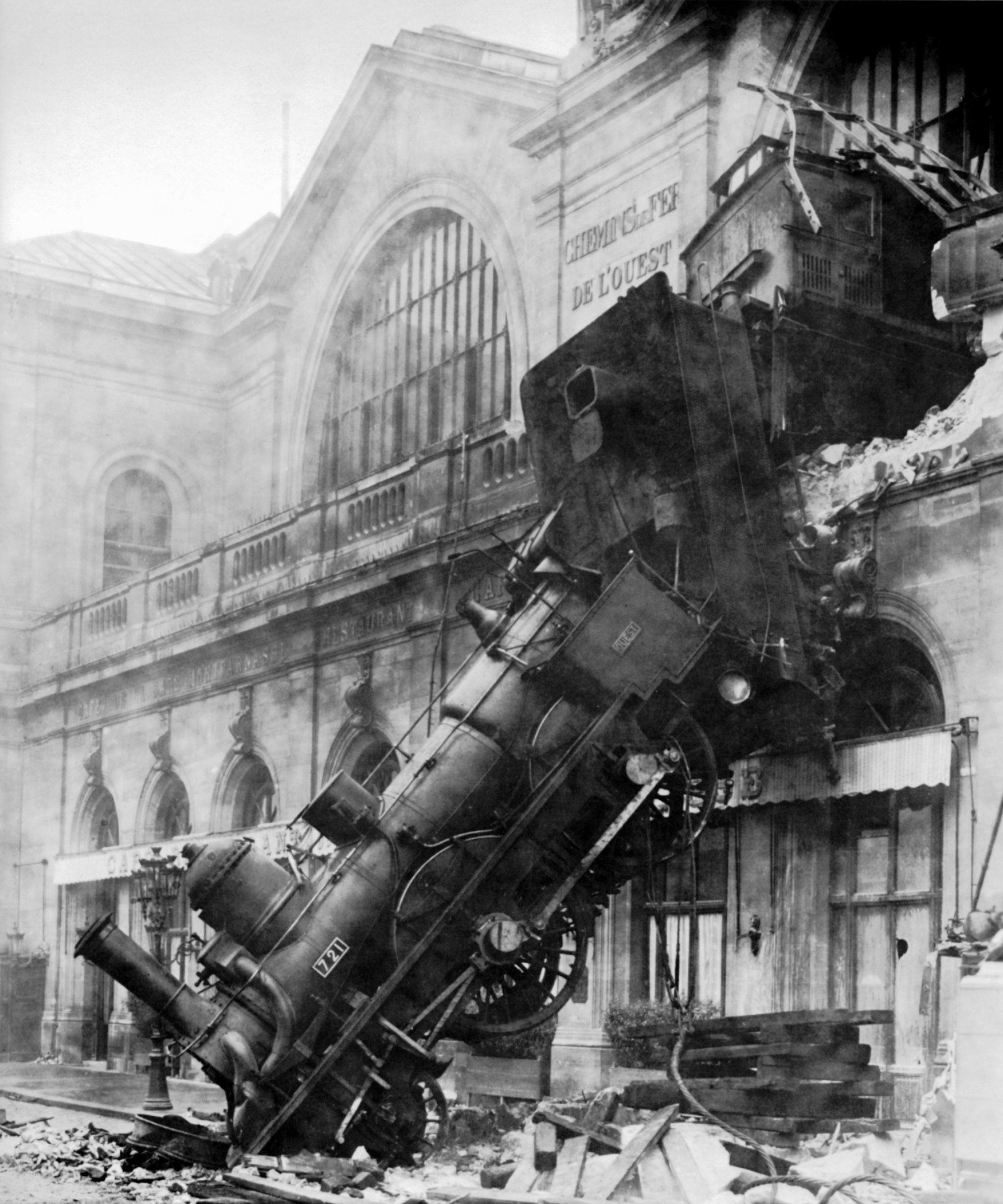
Accident ferroviaire de la gare Montparnasse de Paris en 1895

Un accident ferroviaire est un accident lié à la circulation sur un chemin de fer, ou bien parce qu'il l'affecte, ou bien parce qu'elle en est la cause. Ses illustrations les plus classiques sont le déraillement ou la collision, événements touchant directement le matériel roulant et les personnes qui l'occupent et provoquant des dommages souvent importants et graves.
Si ces exemples sont en général ceux venant immédiatement à l'esprit, il apparaît que le système ferroviaire peut également être à l'origine de multiples autres types d'accidents, tels ceux causés aux personnels contribuant à la circulation des convois, ou encore aux tiers se trouvant malencontreusement sur leur passage.
Ces faits sont souvent moins spectaculaires — et donc moins relatés par les médias — mais ils n'en sont pas moins les plus nombreux. Effectuer le recensement exhaustif de l'ensemble des accidents survenus dans l'histoire du chemin de fer inclurait donc outre les « catastrophes ferroviaires », drames collectifs frappant l'imagination et suscitant l'émoi du public, un nombre plus grand encore de tragédies individuelles. Ainsi, la liste apparaîtrait-elle surtout comme une sorte de long martyrologe des dizaines de milliers d'usagers des voies publiques broyés sur un passage à niveau ou écrasés par un tramway, d'hommes d'équipe, cantonniers, aiguilleurs et autres cheminots victimes d'accidents du travail, de voyageurs tombés par la portière, ou de désespérés ayant choisi de mettre fin à leurs jours en se jetant sous un train.
Dès son origine, en effet, le chemin de fer, par les ouvrages qu'il utilise, l'importance et la vitesse des masses qui s'y déplacent, s'est avéré un mode de transport présentant un fort potentiel de risques, souvent découverts empiriquement lorsqu'ils se réalisaient. Afin de les conjurer, les exploitants et les autorités qui les contrôlent se sont efforcés au fil du temps de tirer les leçons des accidents ferroviaires en adoptant les mesures propres à éviter leur renouvellement. C'est pourquoi aujourd'hui, et même dès ses origines, comme le faisaient valoir ses partisans, et comme le montraient déjà les premières études statistiques, le chemin de fer est l'un des moyens parmi les plus sûrs pour se déplacer, bien plus que la voiture individuelle, et approximativement au même niveau de sécurité que l'avion.

## Typologie sommaire
Elle est pour l'essentiel établie par référence aux deux risques les plus courants engendrés par la circulation sur le rail : la sortie du chemin de roulement, ou la rencontre d'un obstacle, qui, lorsqu'ils se réalisent, provoquent deux types d'accidents : le déraillement ou la collision. Il faut cependant préciser d'une part que d'autres aléas peuvent entraîner nombre d'accidents ne se rattachant pas à ces catégories classiques et d'autre part qu'un enchainement malheureux de circonstances aboutit parfois à cumuler des faits désastreux distincts (sur-accident). Par exemple, un déraillement peut être causé par un éboulement, et suivi d'une collision, puis d'une explosion et d'un incendie.

### Déraillement

Déraillement et incendie d'une locomotive CC 65000 (1969).

Il peut avoir lieu ou bien en pleine ligne, ou bien au passage sur des appareils de voie. Ses causes peuvent être multiples. Certaines tiennent à la défaillance des infrastructures, comme ce fut le cas à Brétigny-sur-Orge en 2013, ou à leur mauvais fonctionnement à la suite d'une erreur humaine, comme lors des déraillements d'Arleux en 1902 ou de Villeneuve-Saint-Georges en 1937. D'autres ont pour origine le matériel roulant, ou encore une vitesse inadaptée, résultant par exemple d'une erreur de conduite telle, aux États-Unis, celle du mécanicien du Fast Mail, train postal plus connu sous l'appellation de 0ld 97 qui, le 27 septembre 1903, soucieux de rattraper son retard, aborda à trop vive allure le pont à tréteaux de Stillhouse, près de Danville (Virginie) et précipita son convoi dans le ravin ; sur les dix-huit occupants du train onze seront tués, sept blessés.
La vitesse excessive à l'origine du déraillement n'est pas toujours imputable aux personnels de conduite, parfois incapables de la maîtriser. Ce fut le cas par exemple en France le 12 décembre 1917 lorsqu'un train bondé de permissionnaires rentrant d'Italie par le Mont-Cenis fut lancé dans la pente de 33 ‰ allant de Modane à Saint-Jean-de-Maurienne sans disposer d'un freinage adapté, produisant la catastrophe ferroviaire de Saint-Michel-de-Maurienne, la plus meurtrière de l'histoire du chemin de fer français.

### Collision
Si le terme de « tamponnement », souvent utilisé par référence aux organes de choc entre les véhicules pour désigner ce type d'accident, évoque toujours un événement brutal, celui-ci peut se produire dans différentes configurations impliquant généralement une défaillance, humaine ou matérielle.

#### Véhicules ferroviaires
Certaines rencontres sont frontales, conséquences le plus souvent d'un dysfonctionnement dans l'organisation et le contrôle des circulations, envoyant sur la même voie des machines ou des trains circulant normalement en sens inverse. Ainsi, aux États-Unis, le 17 juillet 1856, près de Philadelphie, l'envoi face à face de deux trains sur une voie unique provoquera la catastrophe à l'époque la plus meurtrière depuis l'invention du chemin de fer.
De même, le 1er janvier 1907 près de Topeka (Kansas), l'oubli par un télégraphiste d'une dépêche demandant de retenir un train en gare provoquera la rencontre entre deux convois du Chicago, Rock Island and Pacific Railroad, faisant trente-cinq morts et vingt et un blessés, majoritairement des ouvriers mexicains. Onze ans plus tard, dans le Tennessee, c'est la confusion opérée par le personnel d'un train devant en principe en attendre un autre avant de s'engager sur une voie unique qui, à Nashville, le 9 juillet 1918, causera une collision faisant cent un morts et cent soixante et onze blessés.
Parfois aussi, le choc face à face implique deux convois allant normalement dans la même direction, lorsque l'un d'eux repart malencontreusement en sens inverse dans une pente, à la suite ou bien d'une rupture d'attelage, comme en 1908 au tunnel de Pouch entre Brive et Limoges, ou bien d'une panne de frein, comme en France en 1922 à Villecomtal.
D'autres collisions ont lieu par rattrapage, entre engins ou convois allant dans le même sens, dont l'un, normalement suiveur, percute l'arrière de celui qui le précède, arrêté ou non. L'histoire mondiale des chemins de fer abonde en exemples de ce type d'accidents, souvent très meurtriers, imputables selon le cas à des erreurs humaines, des défaillances techniques, de mauvaises conditions atmosphériques, ou à une combinaison de ces facteurs rendant malaisée la détermination juridique des responsabilités. En France, les catastrophes de Saint-Mandé du 26 juillet 1891 et de Lagny-Pomponne du 23 décembre 1933 en constituent des illustrations tragiques avec leurs cinquante morts pour l'une et deux cent quatorze morts pour l'autre.

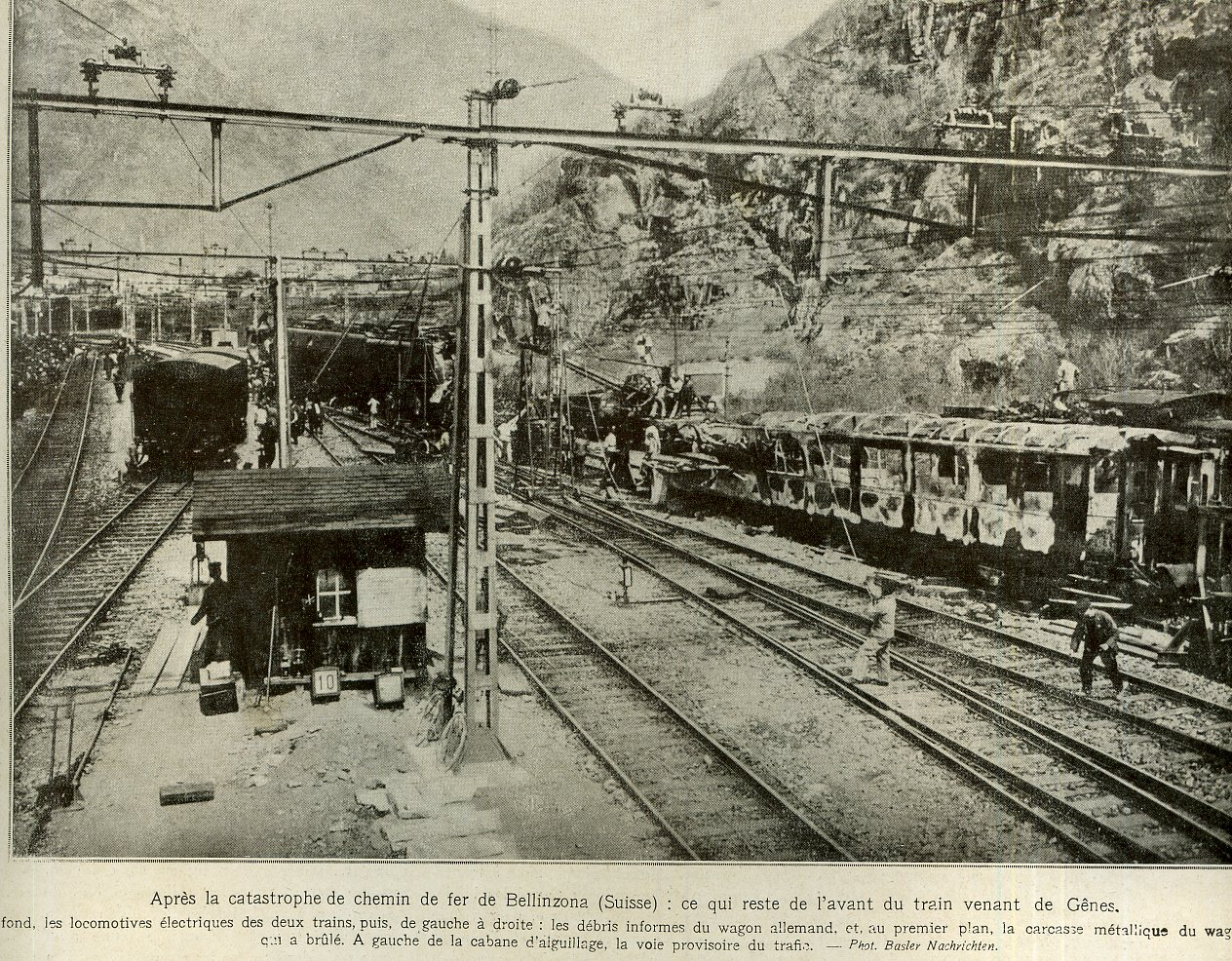
Après la catastrophe de chemin de fer Bellinzone (Suisse) : ce qu'il reste de l'avant du train venant de Gênes.

Les collisions peuvent également impliquer des matériels circulant, dans le même sens ou dans des directions opposées, sur des voies distinctes, mais se rejoignant à une intersection. Ce type d'accident par heurt latéral est souvent appelé « prise en écharpe ».
Ainsi en a-t-il été le 23 avril 1924, en Suisse, sur la ligne du Gothard, lorsque par suite d'une erreur d'aiguillage, deux trains de voyageurs, l'un pour Milan, l'autre pour Zurich, se sont télescopés sur l'aiguille d'entrée de la gare de marchandises à Bellinzone, faisant trente morts et cinquante blessés.
Il faut observer que nombre d'accidents entrent dans l'un de ces cas, mais ne s'y réduisent pas et cumulent des faits désastreux distincts. Ainsi, en Espagne, lors de la catastrophe de Torre del Bierzo qui fit plus de deux cents morts le 3 janvier 1944 le train poste Madrid - La Corogne, en dérive dans une forte pente où il était incapable de freiner, a rattrapé et télescopé un convoi en manœuvre dans un tunnel, et peu après, un train de charbon arrivant en sens inverse a percuté frontalement l'ensemble.

#### Éléments extérieurs
L'exemple-type venant souvent à l'esprit est celui du choc d'un train avec un véhicule routier sur un passage à niveau (pour un exemple de collision fatale pour les passagers du véhicule routier, voir l'accident du 3 février 2005, à Nagpur, en Inde (en)), mais il existe un grand nombre d'autres possibilités, dont les conséquences varient en gravité selon le volume et la résistance de l'obstacle rencontré.
Ainsi, si la fragilité de l'être humain rend souvent fatal pour lui son heurt avec un engin ferroviaire sans affecter gravement celui-ci, de gros animaux peuvent provoquer le déraillement d'un train. Les collisions catastrophiques avec des bisons semblent surtout relever de la légende de l'Ouest américain, mais en janvier 1942, c'est un troupeau de chameaux qui a chargé, peu après son départ, l'autorail rapide reliant Dakar à Saint-Louis-du-Sénégal, le faisant dérailler après en avoir écrasé treize, mais sans dommage pour ses passagers. À plus forte raison le choc avec une masse inerte telle celle résultant d'un glissement de terrain, de l'effondrement d'un ouvrage d'art franchissant la voie, voire d'une accumulation de neige, peut-il produire des effets désastreux.
Les accidents dits de personne
Certaines études visent à comprendre ce type d'accidents.
En France, l'intrusion sur le réseau ferroviaire en conduit à une moyenne de 40 tués par année (hors suicides), soit 7,7 décès par cent millions de train.km parcourus. C'est mieux que l’Allemagne (8,4), mais plus mortel que le Royaume-Uni (5,2).
En France, les accidents avec des intrus adviennent à 99 % en milieu urbain.
Entre 2015 et 2016, les régions ayant le plus grand nombre de décès sont l’Île-de-France (17), l’Occitanie (11) et Provence-Alpes-Côte d'Azur (8). La région comptant le moins de décès est le Centre-Val de Loire.
Les témoignages indiquent que les intrus semblent surpris de la présence d'un train avançant à une vitesse de 30 mètres par seconde, et restent sidérés.
Les individus heurtés ont des profils variés :
- promeneurs sur les voies ;
- piétons traversant les voies ;
- promeneurs rattrapant leur chien ;
- chasseurs ou pêcheurs rejoignant leur zone de chasse ou pêche ;
- voleurs de câble ou de matériel ferroviaire ;
- migrants ;
- jeunes s’adonnant à des pratiques morbides telles que le « train surfing » ou le « torero » ;
- personnes fuyant d’autres personnes, comme les forces de l’ordre ;
- personnes en état d’ébriété, sous l’emprise de psychotropes ou atteintes de confusion mentale ;
- parapentistes[13].

### Autres accidents
Faute de pouvoir en établir une nomenclature complète compte tenu de leur nombre et de leur diversité, il est seulement possible d'en donner quelques exemples. On en citera trois, parmi les plus fréquents.

#### Explosions
Si les premiers véhicules sur rail, tirés par des chevaux, n'étaient pas sans danger, du moins excluaient-ils le risque d'une explosion du moyen de traction. Celui-ci est apparu avec l'invention et la propagation de la machine à vapeur. C'est d'ailleurs l'explosion en juillet 1815 de la locomotive « à béquilles » de Brunton lors d'une démonstration qui a constitué le premier accident ferroviaire meurtrier officiellement répertorié, tuant treize personnes. Par la suite, malgré les progrès des dispositifs de sécurité, les éclatements de chaudières resteront nombreux, souvent meurtriers (par exemple l'accident de La Rochelle du 3 septembre 1920 : 11 morts et 8 blessés,), ou au moins très spectaculaires (par exemple l'explosion d'une machine à la gare Saint-Lazare le 4 juillet 1904).
Les explosions fortuites à l'origine de graves accidents ferroviaires peuvent avoir pour origine non seulement l'engin de traction, mais aussi les matières transportées. Ainsi, il semble bien que l'instabilité des poudres militaires contenues dans quatre wagons d'explosifs ajoutés inopinément à un train de voyageurs ait été, en pleine guerre contre la Prusse, à l'origine de la catastrophe de Sanary du 5 février 1871, qui fit au moins quatre-vingts morts et plus de deux cents blessés.

#### Effondrements
Souvent catastrophiques dans leurs effets, ils peuvent affecter tous les ouvrages constituant l'infrastructure de la voie ferrée, et en premier lieu la plateforme sur laquelle elle est posée, qui par suite de malfaçons ou de phénomènes naturels se dérobe parfois au passage d'un convoi. Ainsi, au temps de la colonisation française en Afrique du Nord, le 14 septembre 1932, sur la ligne allant de Tlemcen à Oujda, la voie établie en corniche le long d'un ravin profond d'une centaine de mètres s'est-elle effondrée près de Turenne, minée par les intempéries, au passage d'un train de légionnaires venant de Sidi-Bel-Abbès, faisant cinquante-cinq morts et deux cent quatre-vingt-trois blessés.
Les voûtes des tunnels elles aussi peuvent s'écrouler, du fait de la vétusté de leur revêtement ou du mouvement des terrains, ensevelissant des trains lors de leur passage, ou formant un obstacle sur lequel ils viennent buter. Ce fut le cas sur la ligne à double voie de Paris à Soissons lorsque deux autorails se croisèrent malencontreusement au moment de l'effondrement du tunnel de Vierzy, le 16 juin 1972, accident qui fit cent huit morts et cent onze blessés.
Les cas les plus nombreux d'effondrements concernent les ponts. D'une part parce que lors de leur construction les connaissances en matière de résistance des matériaux n'étaient pas toujours à la hauteur de la hardiesse de leurs concepteurs. D'autre part parce que leur implantation les expose souvent à des risques extérieurs, notamment naturels. Ainsi, la liste est longue des trains précipités dans le vide à cause de ponts mal étudiés dont les superstructures ou infrastructures ont vieilli prématurément (par exemple le 29 décembre 1876 à Ashtabula (Ohio) : 92 morts et 64 blessés sur les 159 passagers du train), ou ont été déstabilisées par des bourrasques (par exemple le 8 décembre 1879 en Écosse, la catastrophe du pont sur le Tay où périrent la totalité des 75 passagers d'un train) ou des pluies d'une violence exceptionnelle (Accident ferroviaire de Montreuil-Bellay le 23 novembre 1911, catastrophe de Custer Creek le 19 juin 1938 (en): 47 morts et 75 blessés sur les 155 passagers d'un train), ou encore par un simple déraillement (par exemple, la catastrophe des Ponts-de-Cé, le 4 août 1907 qui fit 27 morts, pour la plupart noyés dans la Loire).
Le caractère généralement spectaculaire et meurtrier de l'accident causé par l'écroulement d'un pont peut aussi faire de ce type d'ouvrage la cible privilégiée d'actes de malveillance tels les attentats terroristes. Ainsi, le 12 septembre 1931, en Hongrie, le train Budapest-Vienne-Paris sera précipité dans un ravin de 25 mètres au pied du viaduc de Bia-Torbagy à la suite de l'explosion d'une charge de mélinite posée par Sylvestre Matuska (en), activiste anticapitaliste dit « le dérailleur de trains » ; l'attentat fera vingt-cinq morts et une quinzaine de blessés.

#### Incendies
Lorsque le feu prend dans un train en marche, il se propage vers l'arrière de celui-ci s'il n'est pas stoppé rapidement et peut entraîner des conséquences catastrophiques.
Les agents de conduite et autres personnels de bord sont normalement tenus d'assurer une surveillance régulière de leur convoi, obligation généralement complétée par des dispositifs d'alarme, mais l'arrêt en pleine voie d'un train à la suite d'un incendie n'est pas sans danger pour ses passagers, comme l'a montré, en France, l'accident du tunnel de Nanteuil-Saâcy le 5 février 1919. Lorsque les incendies ne sont pas détectés à temps, ils produisent généralement des effets catastrophiques. Les chemins de fer égyptiens en ont offert plusieurs exemples, dont le plus meurtrier fut celui survenu le 20 février 2002 à un train allant du Caire à Louxor, qui fit officiellement trois cent quatre-vingt-trois morts et peut-être en réalité un millier.
Même si elle n'a pas eu lieu sur une voie ferrée classique, la catastrophe du 11 novembre 2000, lors de laquelle, à cause d'un appareil de chauffage défectueux, l'embrasement dans son tunnel du  funiculaire de Kaprun fit cent cinquante-cinq morts et seulement douze rescapés, illustre elle aussi ce type de risque.

## Dommages
Chaque accident ferroviaire présente sa spécificité et est susceptible de produire des effets, et donc des dommages d'une gravité variable selon le contexte dans lequel il survient. En effet, si des éléments tels le lieu, le matériel en cause et sa vitesse ont toujours une importance cruciale, ils se combinent le plus souvent dans des conditions largement aléatoires : le concours des diverses circonstances peut s'avérer parfois favorable, parfois funeste. Ainsi, la cargaison transportée peut jouer un rôle déterminant, ou bien en causant elle-même l'accident, ou bien en contribuant à en accroître la gravité, comme le 9 octobre 1937 sur le Transsibérien, à Kotelnitch, lors de la collision entre un train de voyageurs et un train de munitions ; l'explosion qui s'ensuivra fera au moins 100 morts et autant de blessés.
De même, les listes d'accidents ferroviaires abondent d'exemples dans lesquels l'environnement des voies, qu'il soit immédiat (tranchée, remblai, pont, etc.) ou proche (bâtiment, ravin, cours d'eau, etc.), a eu pour effet d'atténuer, ou au contraire d'accroître la gravité des conséquences de l'évènement, faisant de celui-ci, selon le cas, un simple incident ou une terrible catastrophe.

### Dégâts matériels

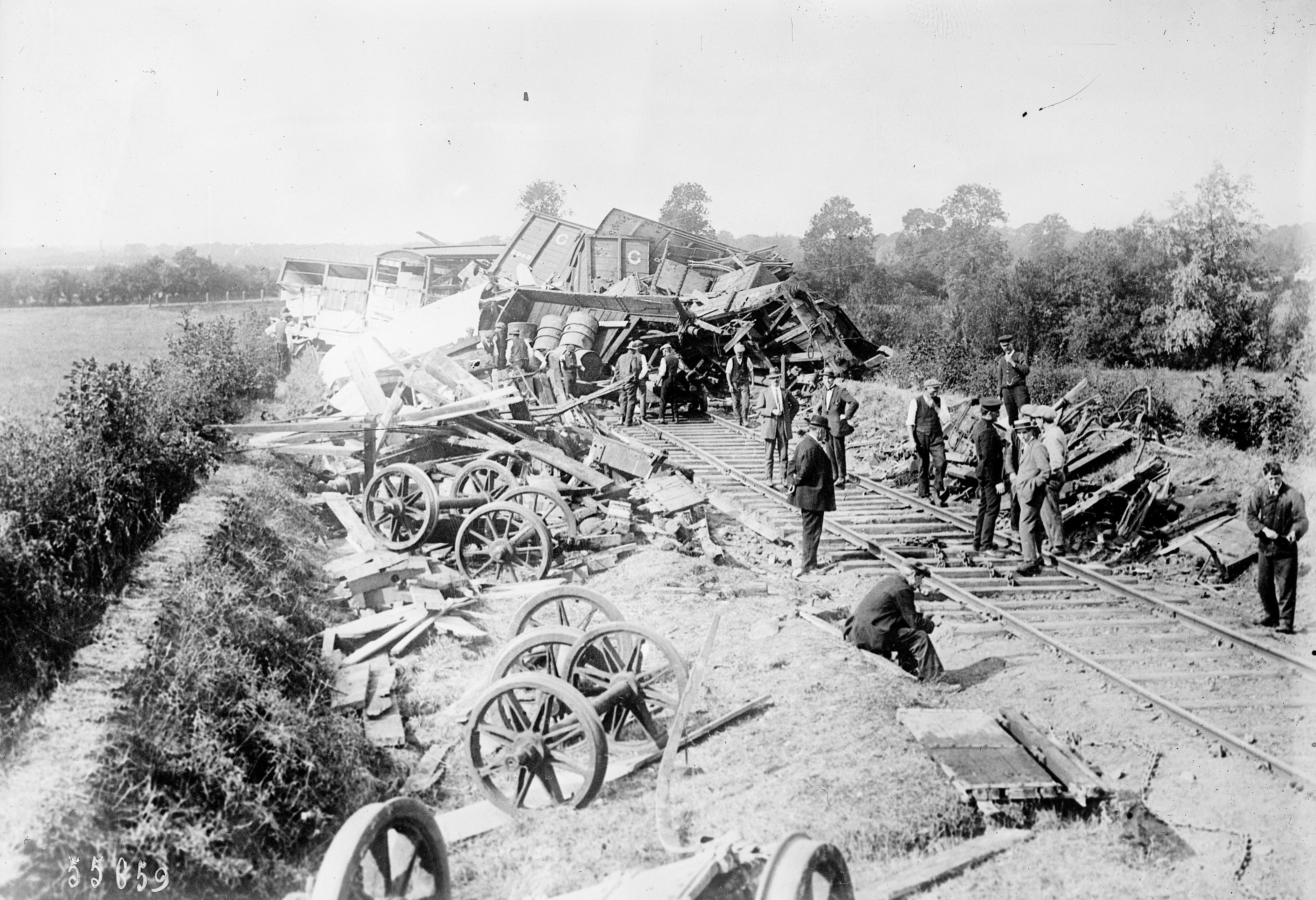
Déraillement d'un train de marchandises en Irlande en 1919.

Compte tenu de la valeur des installations fixes et du matériel roulant utilisés par le chemin de fer, ainsi que des marchandises transportées, leur détérioration entraîne des frais élevés de remise en état ou de remplacement, dont longtemps la presse s'est souvent faite l'écho au même titre que des pertes humaines en relatant les accidents ferroviaires. Puis, les médias n'ont plus mentionné qu'exceptionnellement cet aspect purement comptable des dommages, par exemple lorsque par leur caractère spectaculaire ils présentaient un aspect presque anecdotique. Ainsi, en France, on a insisté sur le coût pour les assureurs de l'accident du 18 mars 1976 à Bar-le-Duc, lors duquel une automobile vétuste tombée sur la voie a fait dérailler et basculer dans le canal de la Marne au Rhin un train de marchandises, ne faisant que deux blessés légers, mais provoquant outre la destruction de la locomotive, des wagons et de leur contenu, celle d'un pont et d'une écluse ainsi qu'une longue interruption des trafics fluvial et ferroviaire.

### Bilans humains
Moyen de transport de masse, le chemin de fer peut être à l'origine d'accidents à lourd bilan humain. Ceux-ci sont accueillis avec d'autant plus d'émotion dans les médias et l'opinion publique que compte tenu de la spécialisation de certaines circulations, les victimes appartiennent parfois à des catégories semblant, plus que les voyageurs ordinaires, mériter protection contre une destinée tragique, alors que les accidents ferroviaires n'épargnent ni les trains d'enfants (voir par exemple la Catastrophe ferroviaire d'Oufa du 4 juin 1989, en URSS, qui a frappé deux trains d'enfants, les uns partant en colonies de vacances, les autres en revenant, et fait 575 morts et 800 blessés), ni ceux de pèlerins (voir en France les accidents de Moyenneville du 6 mai 1902, et de Villecomtal du 1er août 1922), ni ceux de pique-niqueurs (voir aux États-Unis, la catastrophe du 17 juillet 1856, qui fit 67 morts et une centaine de blessés), ou ceux dits « de plaisir » (voir par exemple en France ceux de Saint-Albain du 1er août 1867, de Lisieux du 14 août 1898, ou de Saujon du 14 août 1910).
À défaut d'une garantie contre l'accident, les victimes ou leur famille peuvent au moins espérer obtenir une réparation convenable du préjudice qu'il leur cause grâce à un régime de responsabilité civile et pénale adapté. Lors des débuts du chemins de fer, les tribunaux, souvent sensibles aux arguments des exploitants invoquant la fatalité pour s'exonérer de toute faute, ont adopté des solutions plutôt défavorables aux victimes, suscitant en France la proposition de création d'une caisse de secours mutuel des voyageurs. Toutefois, assez vite, face à la multiplication des accidents, les juges, à défaut de condamner pénalement les dirigeants des compagnies, ont sanctionné celles-ci pécuniairement en les déclarant redevables de lourdes indemnités. Les États en sont ainsi venus à adopter des lois spéciales posant comme principe une obligation de sécurité à la charge du transporteur, sur le fondement d'un contrat ou du risque créé. Des conventions internationales, et notamment la Convention de Berne du 9 mai 1980 relative aux transports internationaux ferroviaires, dont le chapitre 1er de l'appendice A pose les règles de la « responsabilité du chemin de fer en cas de mort ou de blessures du voyageur », complètent le dispositif, afin d'assurer autant que possible l'unification des régimes de responsabilité.

## Causes
Leur détermination est parfois relativement simple, par exemple en cas de défaillance manifeste du matériel. Parfois aussi, deux explications différentes peuvent s'opposer sans qu'il soit possible de trancher avec certitude entre les deux, comme ce fut le cas lors du déraillement du Sud-Express du 15 novembre 1900 ou de celui de Montereau le 31 mai 1930. En outre, même lorsque la cause de l'accident est identifiée, il n'est pas rare qu'elle soit le résultat d'une combinaison complexe de facteurs techniques et humains, parmi lesquels il est difficile de distinguer l'élément déterminant, notamment dans le cadre d'un procès en responsabilité. Les contextes de crise, dans lesquels hommes et matériels sont souvent sollicités au-delà de leurs capacités, sont particulièrement propices à ce genre d’enchaînements désastreux, généralement meurtriers. Il peut d'abord en être ainsi en cas de difficultés particulières d'un exploitant. Ainsi, en France, sur le réseau de la compagnie des chemins de fer de l'Ouest, les années qui ont suivi sa faillite et sa reprise en 1908 par l'État ont été si riches en accidents causés à la fois par l'état désastreux des installations et du matériel et par le laisser-aller du personnel qu'en février 1911, après une série de catastrophes, sous la pression de l'opinion publique, le gouvernement a dû procéder en urgence à une complète réorganisation de la nouvelle administration.
Les situations génératrices d'insécurité peuvent être aussi généralisées, notamment en cas de conflagration telle une guerre. Ainsi, même si la censure a intercepté nombre d'informations lors de la première Guerre mondiale, elle n'a pu totalement occulter la survenance de la catastrophe ferroviaire de Quintinshill du 22 mai 1915 en Écosse qui impliqua trois trains et fit 226 morts et 246 blessés, majoritairement des soldats du Royal Scots se rendant à Gallipoli, de Ciurea (en), du 13 janvier 1917, en Roumanie, qui impliqua deux trains de réfugiés et de soldats blessés et fit entre 600 et 1 000 morts, écrasés ou brûlés, ou de Saint-Michel-de-Maurienne, du 12 décembre 1917 en France qui tua entre 425 et 600 permissionnaires revenant du front d'Italie. De même, au passif de la révolution mexicaine on peut faire figurer la catastrophe de Guadalajara (en) du 22 juillet 1915 ; elle fit 600 morts sur les 900 occupants d'un train transportant des familles de soldats entre Colima et Guadalajara.
Faute de pouvoir établir une nomenclature précise et exhaustive de toutes les causes possibles d'accidents ferroviaires, on peut en présenter succinctement quelques exemples significatifs.

### Causes internes au chemin de fer

#### Techniques

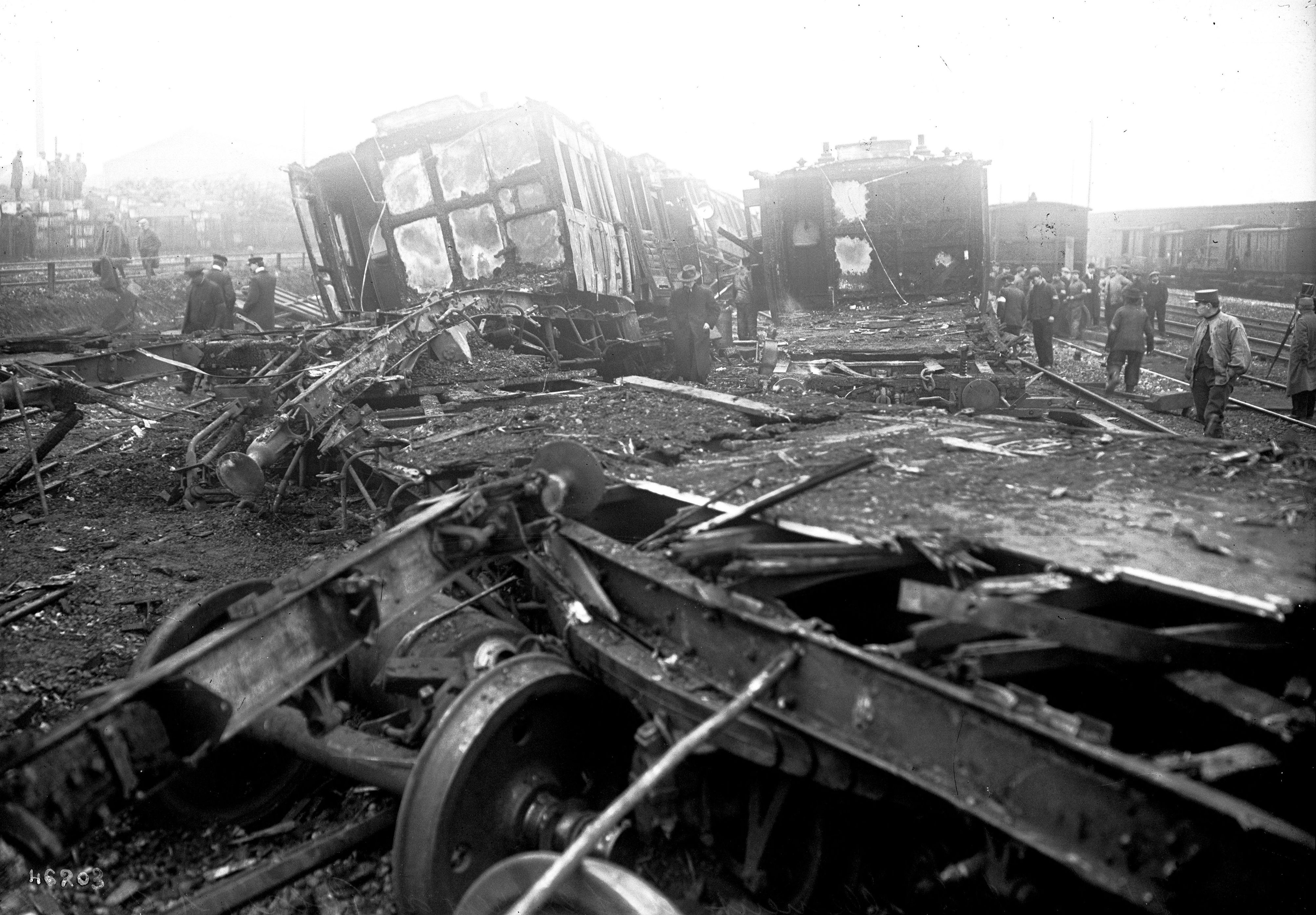
Les restes des voitures du train poste Boulogne-Paris après l'accident du 1 février 1916 à Saint-Denis.

Aux débuts du chemin de fer, les imperfections des premières voies et des matériels qui y circulaient ont été à l'origine de nombreux accidents, tel celui de Velars, en 1888. Que ceux-ci aient été provoqués par la défaillance de pièces essentielles tels rails, roues, essieux, attelages (par exemple à la suite d'un défaut de conception ou la fragilité du métal les composant), par le caractère rudimentaire des dispositifs de freinage ou de signalisation ou par toute autre cause, leurs effets destructeurs étaient souvent aggravés par le mode de construction et d'aménagement des wagons et voitures. Constitués essentiellement de bois et très vulnérables aux chocs, ils se désintégraient en causant de terribles blessures à leurs occupants, et contribuaient en outre à alimenter les incendies souvent déclenchés dans l’amoncellement des débris par les foyers des locomotives, les poêles du chauffage ou les réservoirs de gaz d'éclairage.
L'amélioration progressive de l'ensemble des technologies ferroviaires, grâce notamment aux enseignements tirés des accidents, en a désormais réduit considérablement les risques, sans pour autant les supprimer totalement. Ainsi, en Allemagne, le 3 juin 1998, la catastrophe d'Eschede fera cent un morts et une centaine de blessés à la suite de la rupture d'un bandage en matériau composite sur un train à grande vitesse.

#### Humaines
Si tous les cheminots ont leur part dans le fonctionnement du chemin de fer, certains sont chargés d'activités conditionnant directement sa sécurité. Cette responsabilité capitale impose non seulement des qualités individuelles particulières, telles fermeté, discernement, prudence et vigilance, mais aussi des conditions de travail garantissant qu'elles pourront s'exercer sans relâche durant tout le service.
Longtemps encore après les débuts du chemin de fer, cette exigence fut loin d'être remplie, aussi bien dans le recrutement et le contrôle des agents que dans l'encadrement de la durée et de la pénibilité de leur travail. Ainsi il suffit de consulter les listes d'accidents ferroviaires pour y trouver de multiples exemples d'erreurs humaines telles celles commises par des mécaniciens parfois au bord de l'épuisement méconnaissant des signaux, des aiguilleurs parfois somnolents ou débordés confondant les leviers ou les trains, des chefs de gare surmenés (voir par exemple, en 1894, l' accident ferroviaire d'Appilly), des garde-barrières parfois novices ou séniles cédant à une demande pressante d'ouverture de leur passage à niveau, ou omettant de le fermer, alors qu'arrive un train, ou même des conducteurs distraits par des causes extérieures.
L'évolution de la législation du travail et la multiplication des dispositifs de contrôle ont réduit les risques d'accident par suite d'erreur humaine, sans pour autant les supprimer, car malgré le progrès technique, la sécurité dépend encore largement aujourd'hui de l'être humain. Ainsi, la collision de Zoufftgen, le 11 octobre 2006 est survenue à quelques mètres de la frontière franco-luxembourgeoise côté français, à la suite d'une autorisation expresse de franchissement d'un signal d'arrêt donnée à tort à un train de voyageurs luxembourgeois. De même, le déraillement de Saint-Jacques-de- Compostelle a été causé par un ralentissement tardif lors de la transition LGV-ligne traditionnelle précédant une courbe de faible rayon, d'un train à grande vitesse dont le conducteur avait été distrait par un appel téléphonique du contrôleur.  De même encore, la collision de Granges-près-Marnand, le 29 juillet 2013 en Suisse, est due au non-respect de la signalisation par l'un des trains, parti trop tôt de la gare de Granges-près-Marnand.

### Causes externes au chemin de fer

#### Calamités diverses
Elles sont le plus souvent d'origine naturelle et affectent l'environnement du chemin de fer de telle manière qu'elles y provoquent un accident, souvent très grave. Ainsi, aux États-Unis, le 1er mars 1910, une avalanche a emporté deux trains de voyageurs du Great Northern Railway pour Seattle, bloqués depuis une semaine par la neige, les précipitant dans un ravin.
Au Japon, c'est également une avalanche qui, le 5 mars 1940, emportera dans la région de Yagamata un pont sur lequel circulait un train, causant la mort de cent vingt de ses passagers.
Autre illustration de l'effet dévastateur des phénomènes naturels, sur la côte sud-ouest du Sri Lanka, le tsunami du 26 décembre 2004 balaiera un train bondé, faisant un nombre de victimes estimé à mille six cents.
On peut apparenter à de tels cataclysmes, bien qu'elle ait été d'origine industrielle, la catastrophe d'Oufa le 4 juin 1989 en URSS, lorsque près de Asha deux trains de voyageurs pénétrèrent dans un nuage de gaz naturel provenant de la fuite d'un gazoduc. L'explosion qui s'ensuivit fit au moins cinq cent soixante-quinze morts et huit cents blessés.

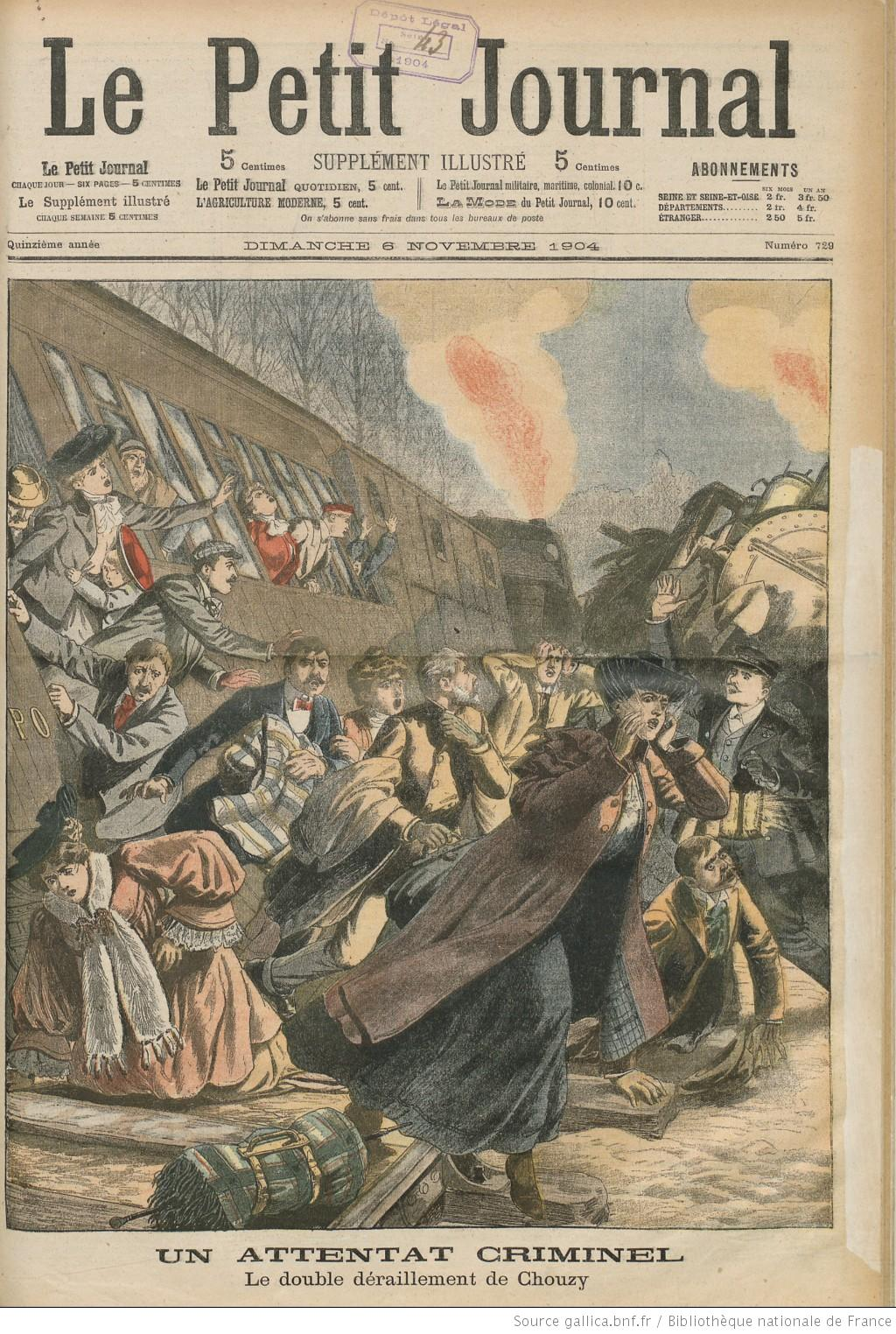
La catastrophe de Chouzy du 21 octobre 1904, causée par le déboulonnage d'un rail, vue par le Petit Journal (supplément illustré).

#### Interventions humaines
Elles peuvent être dépourvues d'intention de nuire, même si elles sont fautives. Il en va ainsi par exemple lorsqu'un usager de la route provoque un accident en franchissant un passage à niveau fermé. Elles peuvent au contraire être délibérément nuisibles, un train en circulation donnant assez aisément prise à des actes de malveillance.

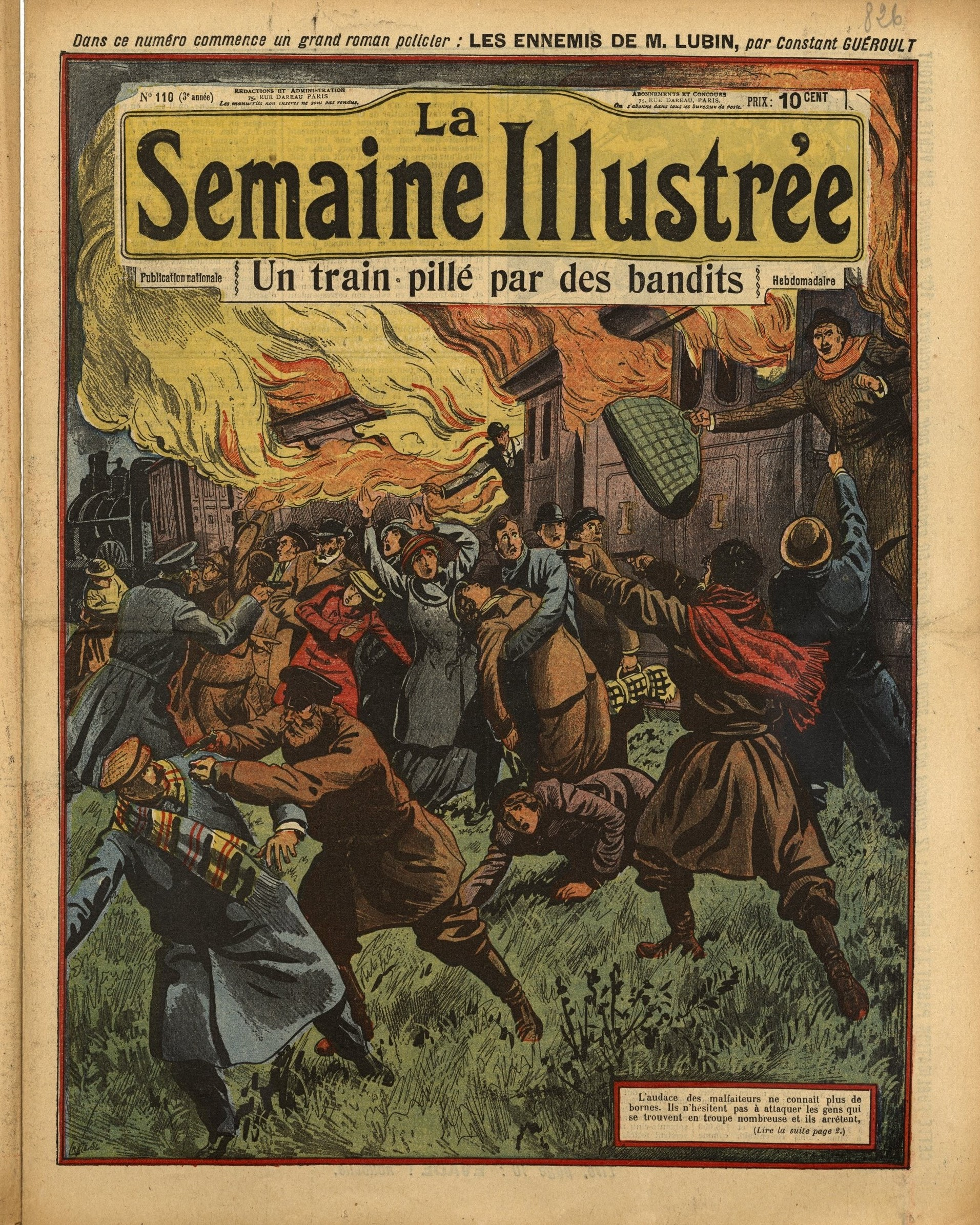
L'attaque d'un train russe en septembre 1913 vue par le numéro 110 du journal La semaine Illustrée

Ceux-ci, lorsqu'ils ne sont pas purement gratuits ou simplement motivés par une curiosité malsaine (par exemple, en 1863, la pose par de jeunes enfants de pierres sur les rails afin de faire dérailler un train), peuvent avoir des buts crapuleux les apparentant à un acte de piraterie ou de banditisme ; ainsi le 30 septembre 1913, en Russie, près de Vladikavkaz, des brigands font dérailler un train pour le piller, faisant 40 morts et 100 blessés. Ils peuvent aussi se réclamer de mobiles idéologiques les présentant comme des actes de subversion dirigés contre un ordre social exécré. Ainsi en a-t-il été des trois attentats anticapitalistes commis en 1930-1931 par Sylvestre Matuschka (en) en Allemagne, Autriche et Hongrie, de celui du 4 août 1974 en Italie contre l'Italicus Express revendiqué par l'organisation néofasciste Ordine Nero, ou encore de ceux du 11 mars 2004 à Madrid perpétrés par des islamistes marocains. Ce type d'acte est habituellement qualifié de terroriste, comme l'ont aussi été par les autorités de la France occupée les sabotages commis par les résistants au nom de la lutte contre l'occupant nazi (par exemple celui du 19 janvier 1944, près de Tarbes, qui fera 25 morts et une cinquantaine de blessés, relaté par le journal collaborateur Le Matin), et les bombardements anglo-américains précédant le Débarquement (par exemple celui du 27 mai 1944 sur Rouen et sa banlieue, qui tuera notamment quarante-huit voyageurs d'un express arrivant de Paris).

## Secours

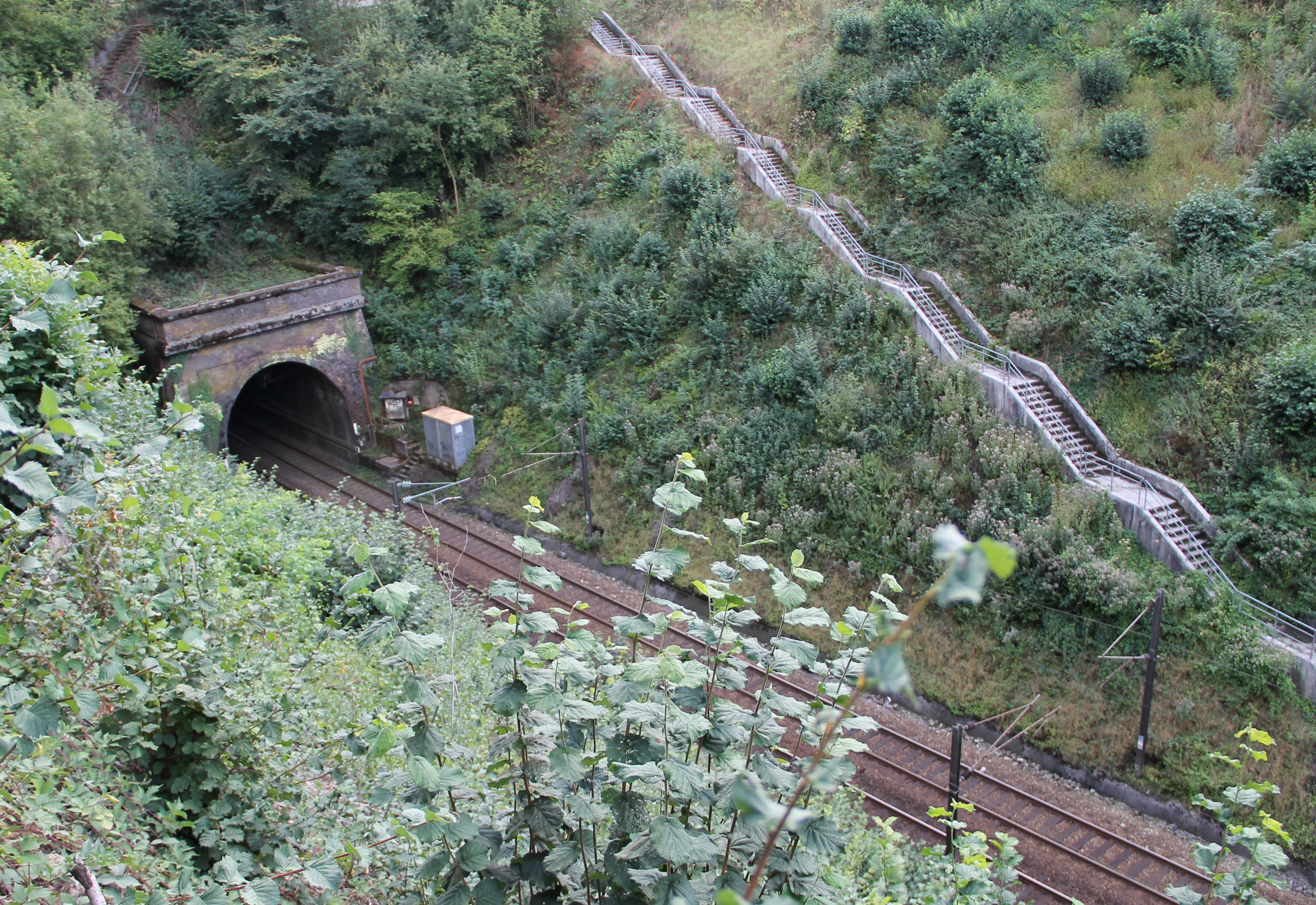
Escalier d'accès des secours en cas d'accident dans un tunnel.

En cas d'accident ferroviaire, les secours mettent en place un plan d'urgence spécifique prenant en compte les risques et difficultés ferroviaires : risque électrique (alimentation par caténaire), outils spécifiques de désincarcération, difficultés d'accès pour les engins routiers, nombreuses victimes.

## Sécurité ferroviaire
La sécurité ferroviaire est l'ensemble des mesures préventives visant à éviter les accidents ferroviaires, dont elles constituent souvent le retour d'expérience. Elle consiste notamment en une signalisation ferroviaire, avec des moyens techniques permettant de contrôler le respect de cette signalisation. Elle consiste également à concevoir le matériel de manière sûre, et en anticipant les risques.